# Bundeslebensmittelschlüssel
Der Bundeslebensmittelschlüssel (BLS) ist eine Lebensmittelnährwertdatenbank, die als Standardinstrument zur Auswertung von ernährungsepidemiologischen Studien und Verzehrserhebungen in der Bundesrepublik Deutschland entwickelt wurde.
Im aktuellen BLS Version 3.02 sind die durchschnittlichen Nährwerte und Inhaltsstoffe (138 Angaben pro Lebensmittel) von etwa 10.000 Lebensmitteln (frische Lebensmittel, Zubereitungen, Fertiggericht, Rezepturen) erfasst.
Grundlage des BLS bilden Analysewerte, die das Max Rubner-Institut (ehemals Bundesforschungsanstalt für Ernährung und Lebensmittel) aus der einschlägigen Fachliteratur zusammengetragen hat sowie Analysewerte von Unternehmen der Lebensmittelindustrie und von internationalen Nährwerttabellen. Diese wurden unter Angabe der Quellennummer in einer unveröffentlichten Basiswertedatei dokumentiert. Bei der Auswahl der Analysewerte für den BLS wurden bevorzugt inländische Nährwerttabellen verwendet. Die Angaben dieser Untersuchungen beziehen sich jedoch vorwiegend auf etwa 1100 unverarbeitete Basislebensmittel. Um die Inhaltsstoffe von weiteren 9000 zusammengesetzten und bearbeiteten Lebensmitteln zu erhalten, wurden Berechnungsverfahren entwickelt, die es erlauben, diese Werte zu ermitteln. Somit wurden die Nährwertdaten des BLS überwiegend mittels dieser  Algorithmen und Verlustmodellrechnungen generiert.
Der Bundeslebensmittelschlüssel ist – im Gegensatz zu ähnlichen Datensammlungen anderer Staaten – nicht kostenlos nutzbar. Auch bei wissenschaftlicher oder privater nichtgewerblicher Nutzung müssen Lizenzgebühren entrichtet werden.
Der BLS wird am Max Rubner-Institut am Standort Karlsruhe aktualisiert und gepflegt. Das MRI ist assoziiertes Mitglied im Netzwerk „European Food Information Resource“ (EuroFIR), das eine europaweite internetbasierte Informationsquelle aufbaut. Das Ziel ist es, nach harmonisierten Prinzipien erhobene Daten zur Nährstoffzusammensetzung von Lebensmitteln bereitzustellen, Informationen zu bioaktiven Substanzen mit gesundheitsfördernder Wirkung in Lebensmitteln anzubieten und Nährwertdaten zu Ethno-Food und traditionellen Gerichten aufzulisten.

## Grundlegender Aufbau des BLS
Der Aufbau des Schlüssels soll anhand des Beispiels „B111000“ für Vollkornbrot-Weizenvollkornbrot erläutert werden.
- Die 1. gliedert die Lebensmittel in Lebensmittelhauptgruppen, also die Art, hier B = Brot und Kleingebäck
- Die 2. definiert die Lebensmitteluntergruppen, hier 1 = Vollkornbrot
- Die 3. und 4. klassifiziert die Einzellebensmittel, hier 11 = Vollkornbrot-Weizenvollkornbrot
- Die 5. die Verarbeitung, hier = 0
- Die 6. die Zubereitungsform, hier = 0
- Die 7. den Gewichtsbezug, hier = 0

## Detaillierter Aufbau des BLS

### Lebensmittel Haupt- und Untergruppen (Stelle 1+2)
B – Brot
- B0 Andere und ohne Angaben
- B1 Vollkornbrot
- B2 Brot (Graubrot, Schwarzbrot, Mischbrot)
- B3 Weißbrot, Feinbrot
- B4 Vollkornbrötchen (Kleingebäck)
- B5 Brötchen, (Kleingebäck)
- B6 Knäckebrot
- B7 Spezialbrote/Spezialbrötchen
- B8 Broterzeugnis
- B9 Fertiggerichte auf Brotbasis

C – Cerealien, Getreide
- C0 Andere und ohne Angaben
- C1 Getreide
- C2 Mehl
- C3 Spezielle Getreide
- C4 Spezielle Getreidemehle
- C5 Getreideerzeugnisse
- C6 Fertiggerichte auf Getreide-/Mehlbasis
- C7 Fertiggerichte auf spezieller Getreidebasis
- C8 Fertiggerichte auf Maisbasis
- C9 Fertiggerichte auf Reisbasis

D – Dauer und Feinbackwaren
- D0 Andere und ohne Angaben
- D1 Obstkuchen
- D2 Obsttorten
- D3 Torten
- D4 Kuchen
- D5 Kuchen und Torten aus besonderen Teigen
- D6 Kleinteile aus besonderen Teigen
- D7 Kleinteile, Plätzchen, Keks
- D8 Backwarenerzeugnisse
- D9 Fertiggerichte auf Backwarenbasis

E – Eier und Teigwaren
- E0 Andere und ohne Angaben
- E1 Eier
- E2 Eiererzeugnisse
- E3 Fertiggerichte auf Eibasis
- E4 Teigwaren (-arten)
- E5 Vollkornteigwaren (-arten)
- E6 Teigwaren besonderer Art
- E7 Vollkornteigwaren besonderer Art
- E8 Teigwarenerzeugnisse
- E9 Fertiggerichte auf Teigwarenbasis

F – Früchte, Obst
- F0 Andere und ohne Angaben
- F1 Kernobst
- F2 Steinobst
- F3 Beerenobst
- F4 Wildfrüchte
- F5 Südfrüchte
- F6 Zitrusfrüchte
- F7 nicht belegt
- F8 Obsterzeugnisse
- F9 Fertiggerichte auf Obstbasis

G – Gemüse
- G0 Andere und ohne Angaben
- G1 Salatgemüse
- G2 Blattgemüse
- G3 Kohlgemüse
- G4 Sprossengemüse und Lauchgemüse
- G5 Fruchtgemüse
- G6 Wurzelgemüse und Knollengemüse (außer Kartoffeln)
- G7 Hülsenfruchtgemüse unreif
- G8 Gemüseerzeugnisse
- G9 Fertiggerichte auf Gemüsebasis

H – Hülsenfrüchte, Schalenobst, Öl- und andere Samen
- H0 Andere und ohne Angaben
- H1 Nüsse
- H2 Anderes Schalenobst
- H3 Kerne
- H4 Ölsamen
- H5 Ölfrüchte
- H6 Sprossen, Keime
- H7 Hülsenfrüchte (reife)
- H8 Nusserzeugnisse und Ölsamenerzeugnisse
- H9 Hülsenfruchtgerichte

J – Vegetarische Lebensmittel
- J0 Andere und ohne Angaben
- J1 Getreideerzeugnisse
- J2 Sojaerzeugnisse
- J3 Sojamilch und Sojamilchprodukte
- J4 Fleischersatzerzeugnisse
- J5 Brotaufstriche und Fettaufstriche
- J6 Fruchtzubereitungen
- J7 Trockenprodukte, Würzmittel, Brühen
- J8 Vegetarische Erzeugnisse
- J9 Vegetarische Fertiggerichte

K – Kartoffeln, Pilze
- K0 Andere und ohne Angaben
- K1 Kartoffeln
- K2 Kartoffelerzeugnisse
- K3 Fertiggerichte auf Kartoffelbasis
- K4 Stärkereiche Pflanzenteile
- K5 Erzeugnisse stärkereicher Pflanzenteile
- K6 Fertiggerichte stärkereicher Produkte
- K7 Zuchtpilze/Wildpilze
- K8 Pilzerzeugnisse
- K9 Fertiggerichte auf Pilzbasis

L – Lebensmittel für spezielle Ernährung
- L0 Lebensmittel für verschiedene Diäten
- L1 Eiweißmodifizierte Lebensmittel
- L2 Energiereiche und ballaststoffreiche Lebensmittel
- L3 Lebensmittel für Diabetiker
- L4 Reduktionskost
- L5 Natriumarme/mineralstoffreiche Lebensmittel

M – Milch, Milchprodukte, Käse
- M0 Andere und ohne Angaben
- M1 Milch und Sauermilch
- M2 Milchmischerzeugnisse
- M3 Hartkäse
- M4 Schnittkäse
- M5 Schnittkäse halbfest
- M6 Weichkäse
- M7 Frischkäse, Sauermilchkäse, Kochkäse, Schmelzkäse
- M8 Milcherzeugnisse und Käseerzeugnisse
- M9 Milchgerichte und Käsegerichte

N – Nichtalkoholische Getränke, Kaffee, Tee und Wasser
- N0 Andere und ohne Angaben
- N1 Mineralwasser, Trinkwasser
- N2 Fruchtsaftgetränk
- N3 Brausen/Limonaden
- N4 Kaffee
- N5 Kaffeeersatz
- N6 Tee
- N7 Früchtetee, Kräutertee
- N8 Getränkeerzeugnisse
- N9 Mischgetränke

P – Alkoholische Getränke
- P0 Andere und ohne Angaben
- P1 Bier (durchschn. 3,5  %)
- P2 Weißwein, Rotwein, Roséwein (durchschn. 10 %)
- P3 Weinähnliche Getränke, Schaumwein (bis 18 %)
- P4 Likörwein (süß oder trocken) (15–22 %)
- P5 Likör (durchschn. 32 %)
- P6 Branntwein aus Wein
- P7 Spirituosen (min. 32–40 %)
- P8 Alkoholische Erzeugnisse
- P9 Cocktails

Q – Öle, Fette, Butter
- Q0 Andere und ohne Angaben
- Q1 Pflanzliche Öle, <30 % Linolsäuregehalt
- Q2 Pflanzliche Öle, 30–60 % Linolsäuregehalt
- Q3 Pflanzliche Öle, >60 % Linolsäuregehalt
- Q4 Margarine
- Q5 Pflanzliche Fette
- Q6 Butter
- Q7 Tierische Öle
- Q8 Tierische Fette
- Q9 Ölsoßen, Mayonnaisen, Fettzubereitungen

R – Rezeptzutaten
- R0 Andere und ohne Angaben
- R1 Würzmittel
- R2 Gewürze
- R3 Essenzen, Aromastoffe
- R4 Hilfsmittel, Backtriebe, Geliermittel und Dickungsmittel
- R5 Zusatzstoffe, Süßstoffe
- R6 Zusatzstoffe, Konservierungsstoffe
- R7 Zusatzstoffe, Vitaminpräparate, Mineralstoffpräparate, Tonica
- R8 Brühwürfel, Fleischextrakt
- R9 Rezeptzutaten Erzeugnisse

S – Süßwaren, Zucker, Schokolade, Eis
- S0 Andere und ohne Angaben
- S1 Zucker, Honig, Brotaufstrich süß
- S2 Speiseeis
- S3 Zuckerwaren, Bonbons
- S4 Marzipan, Lakritze, Krokant, Nougat
- S5 Schokolade
- S6 Schokoladenwaren, Pralinen
- S7 Kakao/Kakaogetränk
- S8 Süßwarenerzeugnisse
- S9 Fertiggerichte auf Süßwarenbasis

T – Fisch und Fischerzeugnisse, Krebs- und Muscheltiere
- T0 Andere und ohne Angaben
- T1 Heringsfische, Makrelen, Thunfische
- T2 Dorschartige Fische, Kabeljau, Schellfisch, Seelachs, Goldbarsch
- T3 Plattfische, Butt, Scholle, Zunge
- T4 Lachsfische
- T5 Karpfenfische
- T6 Barschartige Fische
- T7 Krebstiere, Muscheltiere
- T8 Fischerzeugnisse
- T9 Fertiggerichte auf Fischbasis

U – Fleisch
- U0 Andere und ohne Angaben
- U1 Rindfleischstücke
- U2 Rindfleischschnitte
- U3 Kalbfleischstücke
- U4 Kalbfleischschnitte
- U5 Schweinefleischstücke
- U6 Schweinefleischschnitte
- U7 Hammelfleischstücke/Lammfleischstücke
- U8 Hammelfleischschnitte/Lammfleischschnitte
- U9 Fertiggerichte auf Fleischbasis

V – Wild, Geflügel, Federwild, Innereien
- V0 Andere und ohne Angaben
- V1 Pferd, Ziege, Kaninchen
- V2 Haarnutzwild
- V3 Federwild
- V4 Geflügel
- V5 Innereien von Haustieren
- V6 Innereien von Wild, Geflügel
- V7 -
- V8 Tiererzeugnisse
- V9 Fertiggerichte auf Wildbasis

W – Wurstwaren, Fleischwaren
- W0 Andere und ohne Angaben
- W1 Rohwurst
- W2 Brühwurst
- W3 Kochwurst
- W4 Speck, Schinken
- W5 Fleischwaren
- W6 Pökelwaren
- W7 -
- W8 Fleischwarenerzeugnisse
- W9 Fertiggerichte auf Fleischwarenbasis

X – Menükomponenten vorwiegend pflanzlich
- X0 Belegte Brote, Toasts, Frühstückscerealien
- X1 Salate, gegart
- X2 Salate, roh
- X3 Soßen
- X4 Suppen
- X5 Gemüsebeilagen
- X6 Kartoffelgerichte
- X7 Nudelgerichte, Teigwarengerichte, Pizzen
- X8 Reisgerichte
- X9 Getreidegerichte, Mehlspeisen, Pfannkuchen

Y – Menükomponenten vorwiegend tierisch
- Y0 Würstchen, Hackfleischgerichte Fleisch
- Y1 Fleischgerichte vom Rind
- Y2 Fleischgerichte vom Kalb
- Y3 Fleischgerichte vom Schwein
- Y4 Fleischgerichte vom Hammel+Lamm
- Y5 Fleischgerichte v. Wild + Geflügel
- Y6 Fischgerichte
- Y7 Eier-, Quark- und Käsegerichte
- Y8 Süßspeisen, Dessert
- Y9 Schnellgerichte, Eis

### Verarbeitung der Lebensmittel (Stelle 5)
Industriell verarbeitete Lebensmittel
- 0 – handelsüblich unverarbeitet
- 1 – frisch unverarbeitet
- 2 – tiefgefroren, tiefgefrorenes Filet, gehärtet (Fett), blanchiert, industriell gegart
- 3 – Konzentrat, Pulpen, Extrakt, entölt/entfettet, Filet (Fisch), industriell gekocht
- 4 – getrocknet, geraspelt, gesalzen (Fisch), Mehl, Flocken, geschrotet, industriell gedämpft
- 5 – Pulver, Instantprodukte, Mehl entfettet, industriell gedünstet
- 6 – Saft, geräuchert, geröstet, pasteurisiert, industriell gebacken
- 7 – Trunk, Nektar, gesalzen, gepökelt-geräuchert, Konserve in Öl, ultrahocherhitzt, industriell gegrillt
- 8 – Erzeugnisse, Mus, Paste, gepökelt-ungeräuchert, gesäuert, Präserve, Marmelade, sterilisiert, industriell gebraten in Fett
- 9 – Konserve

Milchprodukte M1, M2
- 0 – andere, ohne Angaben, durchschnittlicher Verzehr
- 1 – <1 % Fett  (für mager, entrahmt = 0,3 % Fett)
- 2 – 1–3 % Fett (für fettarm, teilentrahmt = 1,5 bis 1,8 % Fett)
- 3 – <5 % Fett  (für vollfett = 3,5 % Fett)
- 4 – <10 % Fett (für ohne Angabe = 7,5 % Fett)
- 5 – 10 % Fett  (Sahne)
- 6 – 15 % Fett
- 7 – 20 % Fett
- 8 – 30 % Fett
- 9 – 40 % Fett

Milchprodukte M3-M7, M81-M83
- 0 – andere und ohne Angabe
- 1 – Magerstufe <10 % F.i.Tr.
- 2 – Viertelfettstufe 10 % F.i.Tr.
- 3 – Halbfettstufe 20 % F.i.Tr.
- 4 – Dreiviertelfettstufe 30 % F.i.Tr.
- 5 – Fettstufe 40 % F.i.Tr.
- 6 – Vollfettstufe 45 % F.i.Tr.
- 7 – Rahmstufe 50 % F.i.Tr.
- 8 – Doppelrahmstufe 60 % F.i.Tr.
- 9 – 65–85 % F.i.Tr.

Getränke N4-N7
- 0 – andere, ohne Angaben, durchschnittlicher Verzehr
- 1 – Getränk schwarz
- 2 – Getränk mit Milch
- 3 – Getränk mit Milch und Zucker
- 4 – Getränk mit Kondensmilch/Sahne
- 5 – Getränk mit Kondensmilch/Sahne und Zucker
- 6 – Getränk mit Zucker
- 7 – Getränk mit Zucker und Zitrone
- 8 – Getränk mit Alkohol
- 9 – Trockenprodukt

### Zubereitungsform der Lebensmittel (Stelle 6)
Grundlebensmittel B bis W
- 0,1 – handelsüblich, nicht zubereitet
- 2 – gegart (allgemein), erwärmt, gargezogen, pochiert, blanchiert, mikrowellenerwärmt, mikrowellengegart
- 3 – gekocht, druckgekocht,
- 4 – geschmort, druckgeschmort gedämpft, druckgedämpft
- 5 – gedünstet, druckgedünstet,
- 6 – gebacken, gebraten (in Luft), Auflauf, gratiniert
- 7 – gegrillt, geröstet, getoastet
- 8 – gebraten in Fett,
- 9 – frittiert

Menürezepte X und Y
- 0 – andere und ohne Angaben
- 1 – Menükomponente, Haushalt
- 2 – Menükomponente, Großküche
- 3 – Menükomponente, Gastronomie
- 4 – Menükomponente, Haushalt
- 5 – Menükomponente, Großküche
- 6 – Menükomponente, Gastronomie

### Gewichtsbezug der Lebensmittel (Stelle 7)
- 0–3 – Verkehrsgewicht ohne Küchenabfälle
- 4+5 – Verkehrsgewicht mit Küchenabfall